# Stizocera
Stizocera är ett släkte av skalbaggar. Stizocera ingår i familjen långhorningar.

## Dottertaxa tillStizocera, i alfabetisk ordning[1]
- Stizocera armata
- Stizocera armigera
- Stizocera asyka
- Stizocera atiaia
- Stizocera bisignata
- Stizocera boyi
- Stizocera caymanensis
- Stizocera consobrina
- Stizocera curacaoae
- Stizocera daudini
- Stizocera delicata
- Stizocera diversispinis
- Stizocera dozieri
- Stizocera elegantula
- Stizocera floridana
- Stizocera fragilis
- Stizocera geniculata
- Stizocera horni
- Stizocera howdeni
- Stizocera ichilo
- Stizocera insolita
- Stizocera insulana
- Stizocera jamaicensis
- Stizocera jassuara
- Stizocera juati
- Stizocera laceyi
- Stizocera lissonota
- Stizocera longicollis
- Stizocera meinerti
- Stizocera melanura
- Stizocera mojuba
- Stizocera nigroapicalis
- Stizocera nigroflava
- Stizocera pantonyssoides
- Stizocera phtisica
- Stizocera plicicollis
- Stizocera plumbea
- Stizocera poeyi
- Stizocera punctatissima
- Stizocera rugicollis
- Stizocera seminigra
- Stizocera spinicornis
- Stizocera sublaevigata
- Stizocera submetallica
- Stizocera suturalis
- Stizocera tristis
- Stizocera wagneri
- Stizocera vanzwaluwenburgi